# イマナマ!
『イマナマ!』は、2012年4月2日から中国放送（RCCテレビ）で月曜 - 金曜夕方（JST）に放送されている情報番組（夕方ワイド番組）。
2012年4月2日から2014年9月19日までは『イマなま3チャンネル』、2014年10月1日から2019年12月20日までは『イマなまっ!』として放送されていた。

## 概要

### イマなま3チャンネル
- それまで放送されてきた『イブニング・ふぉー』より、放送時間を延長する形で番組がスタート。MCの西田篤史と伊藤文は前番組より続投した。
- 2014年9月19日をもって終了。これと同時に前身番組から12年5か月出演し、そのうちの約9年半に渡って司会を担当した西田と、2年11か月担当した伊藤が番組を勇退した。

### イマなまっ!
- 2014年10月1日より、司会が青山高治・泉水はる佳（いずれも中国放送アナウンサー）に交代して、番組名も『イマなまっ!』と改題して新番組として開始することが9月16日の番組公式ツイッターで発表された。開始当初は月曜 - 金曜14:55 - 16:43に放送していたが、2017年4月3日から放送時間を15:00 - 16:53に変更・拡大した。同年7月31日から後続番組『Nスタ・第1部』（TBSテレビ制作）の3分前拡大に伴い、本番組は16:50までに短縮された。
- 2018年3月27日放送から番組スタジオセットが新しくなり、現在の『イマナマ!』でも使われているものとなった[1]。このセットは18時台の『RCCニュース6』と土曜日の『Eタウンスポーツ』との共用である。
- 自身の結婚に伴う退職のため2019年3月29日放送をもって4年半に渡ってMCを務めた泉水はる佳が番組を卒業、2019年4月1日放送から河村綾奈がMCに就任。
- 毎週土曜2:30 - 4:20（金曜深夜）に同日分が再放送されていた。

### イマナマ!
- 2020年1月6日より、『RCCニュース6』と統合・『Nスタ』を内包し放送時間を18:56[2]までに拡大。広島県内やJNN系列はもとより全国の地方局においても、夕方の帯ワイド番組で開始時刻が最も早く、放送時間も一番長い約4時間の大型ワイド番組にリニューアルし、タイトルをカタカナ表記の『イマナマ!』に改題する。メインMCは引き続き青山・河村が務め、さらに統合に伴う形で『ニュース6』から小林康秀と中根夕希が新メンバーとして加わり、ニュースキャスターとして出演[3](ただし、ホームページやEPG番組表上では4人でメインMCという表記がされている)。レモンをシンボルとしてタイトルロゴ・テロップなどのビジュアル面やテーマ曲は大幅にリニューアルされたものの、スタジオセット（ロゴに合わせてレモンの木を随所に置いたり、一部の壁の色を塗り替えるマイナーチェンジが施された）や大半の内容・上記4名を含む殆どの出演者はそのまま両番組から引き継がれた。ただし、『ニュース6』の後継に当たるニュースパートは17時台に移動し（18時台のニュースと天気予報は前半に時間を短縮の上で存続）、18時台後半には、従来の15時台・16時台に加え、家族で楽しめる「日替わりのエンタメコーナー」としたもう1つの曜日企画を新設する[4][5]。2020年4月からは放送開始時刻が5分繰り上がり、14:55スタートとなった。
- リニューアルにあたり、カスタム時刻表示と天気ループを導入した（当初は『Nスタ』ネット受け時間帯は0部・1部はローカル枠同様の表示で座布団で番組ロゴを隠す一方、2部全国ニュースではロゴに被らない様に時刻のサイズを縮小して表示していたが、2021年10月改編直前から座布団を廃止して『Nスタ』ネット受け時間帯とローカル枠で文字サイズを変えた白縁に赤文字のカスタム表示で対応）。また、編成上は旧『イマなまっ!』枠を1部、旧『Nスタ・1部』枠を2部、単独番組扱いの『Nスタ・2部』を挟んで、旧『ニュース6』枠を3部としている。
- 毎週金曜・土曜午前2時台（木曜・金曜深夜26時台）に同日分18時台が再放送されている（その週の編成によって放送時間は変動され、休止の場合もあり）。また、週末の朝や午後に不定期でエンタメコーナーの総集編などの特番も放送されている。
- 中国放送の男性社員が新型コロナに感染したことを受けて、同年7月13日から7月24日まで臨時措置として放送時間を短縮。18時台を除いて本番組の放送を取りやめ、『ゴゴスマ -GO GO!Smile!-』（CBCテレビ制作）の臨時ネット受け及び『Nスタ』の放送時間拡大で代替した。通常編成に復帰した7月27日よりコーナー構成をリニューアル[6]。2部のJNN枠を除いた『Nスタ』のネット部分を0部はフルネットとする一方で1部は「5:15NEWS→News Clip」のみに縮小し、17時台はニュースを16:50からに前倒しし、月曜18時台とは別に「カーチカチ!テレビ」を拡張、さらに「イマオシ3」と称した情報パートを増設。ほぼ完全にローカル枠とした。
- このリニューアルに合わせて、ロゴと同様に、レモンを象ったマスコットキャラクターが新たに登場。同日から8月14日まで視聴者からキャラクターの名前を公募し、8月17日放送分で5つの案に絞り視聴者投票を行い、「レモナルド・レモンチ」と名付けられた。番組ではCM前のアイキャッチや、エンディングに新設されたこのキャラクターが登場するアニメと共に翌日の各地の天気テロップと赤ちゃんの写真を紹介するコーナーで登場している他、それまでのツキぐま☆3兄弟に代わる形でRCCのマスコットキャラクターとしても活躍している。
- 2020年10月改編より、『グッとラック!』の枠縮小で空いた9:55 - 10:25の30分枠（それまではネット局で唯一第2部をネット受けしていた）に「イマオシ3」の再放送枠「イマオシ3セレクション」（いまおしすりーせれくしょん）、さらに毎週日曜15:56 - 17:00に番組の舞台裏や18時台の「エンタメコーナー」の再放送で構成される「イマナマ!Sunday」（いまなま!さんでー）がそれぞれ開始された。なお、後者は編成の都合で土曜日に放送する場合もあり、その際は「イマナマ!Saturday」（ -さたでー）と改題される。後者は2023年現在も継続しているがタイトルは「イマナマ!World」（ -わーるど）に改題されている。
- 2021年1月4日より『ゴゴスマ』（13:55 - 15:40[7]）の同時ネットを開始する関係上、本番組は15:40 - 18:56に短縮となる[8][9]。これに伴い、番組枠の殆どがローカル枠に充てられ、『Nスタ』のネットは原則として第2部のJNN枠のみに短縮となった。中国放送では今回の『ゴゴスマ』の編成と『イマナマ!』の放送時間短縮について「2021年のRCCは、広島県民の皆様が知りたい情報を『いち早く』『より詳しく』そして、『もっと楽しく』お伝えすることを目指します」とした上で、「『ひるおび!』『ゴゴスマ』『イマナマ!』の生番組のタスキリレーで、誰もが気になる全国の情報から、知る人ぞ知る広島のローカル情報まで、視聴者の皆様のかゆい所に手が届く情報発信で、広島の午後に新たな風を吹かせます。」とのコメントを寄せている[8]。なお、全国的規模の報道を要する大きな事件が発生した場合や、改編期・夏季・年末年始などの休暇対応や新型コロナウイルス感染状況による出演者・スタッフの縮小時は『Nスタ・第0部』（15:49 - 16:50）を臨時フルネット（併せて『ゴゴスマ』の15:40 - 15:49と『ゴゴスマ×Nスタ きょうの"気になる"60秒』も放送）または、同番組を15:50から飛び乗る形で同時ネットする場合（15:40 - 15:50に本番組のオープニングと挨拶・広島県のニュース・一部コーナーを放送）と、第0部と第1部（16:50 - 17:50）の両方（すなわち『Nスタ』のネットは15:49 - 18:15または、15:50 - 18:15）をフルネットする場合や、本番組を16:50まで放送して『Nスタ』第1部（16:50 - 17:50）をフルネットする場合とがある。キャッチフレーズは「ゴゴ・ナマはじめます!」[10]
- 翌2024年2月末でRCCを退社する事に伴い、2023年9月29日をもって4年半MCを務めた河村が卒業。また、前身番組を含めて2004年10月から19年にわたり夕方のローカルニュースのキャスターを務めた小林もキャスターから勇退し現場リポートに回った。放送開始10年目に突入した翌々週10月9日からはそれまでコーナーリポーターだった田村友里がコーナーリポーターとしての役割も続投したまま月曜日のメインMCに昇格し、火曜日から金曜日は2022年からニュースパートと週後半のメインMCを兼務していた中根が引き続き担当。また、ニュースパートもメインMCが兼務するようになった。なお、アジア大会の特別編成に伴い河村の卒業時は短縮放送となり、翌週10月2日から6日も短縮放送かつ変則的な体制（10月9日からの新MC体制だが、出演曜日は9月までの体制のまま）となったため、正式な番組リニューアルは大会終了後の10月9日からとなった。

## 放送時間
| 放送期間       | 放送時間      | 摘要                                                                     |
| -------------- | ------------- | ------------------------------------------------------------------------ |
| 2021年1月4日 - | 15:40 - 18:56 | 途中、TBSテレビ制作『Nスタ』第2部の全国ニュース（17:50 - 18:15）を放送。 |

### 放送時間の変遷
| 期間       | 期間       | 放送時間（日本時間）      |
| ---------- | ---------- | ------------------------- |
| 2012.04.01 | 2014.09.19 | 月曜 - 金曜 14:55 - 16:43 |
| 2014.10.01 | 2017.03.31 | 月曜 - 金曜 14:55 - 16:43 |
| 2017.04.03 | 2017.07.28 | 月曜 - 金曜 15:00 - 16:53 |
| 2017.07.31 | 2019.12.20 | 月曜 - 金曜 15:00 - 16:50 |
| 2020.01.06 | 2020.12.25 | 月曜 - 金曜 14:55 - 18:56 |

### 備考
- 広島ローカルパートの時間帯に「JNN報道特別番組」（『Nスタ』ベースの全国ネット番組）が組まれる場合には、当番組へ内包するか、または単独番組扱いで編成する。
- 『プロ野球ドラフト会議』開催・中継放送日（2020年以外は毎年10月の第3または第4木曜日、同年のみ10月26日＝月曜日）は17時台にTBSテレビ制作の中継番組を17時台に放送（同局が開催日に『Nスタ・第1部』を差し替えかつ全国ネットで生中継）するため、17時台を休止し、番組を16:50で中断して同特番を同時ネットし、16時台と18時台に分断される形で、17:50の『Nスタ・第2部』のJNN枠から『イマナマ!』を再開する形で放送される編成となっている。
- 年末年始に関しては通常編成を第3週で終わらせ、残る第4週は18時台に短縮してニュース・スポーツ・天気のみを放送し、第5週以降は、12月下旬（主に12月29日 - 31日）や1月上旬（主に正月三が日）は、キー局のTBSテレビが日中も含めた年末年始の特別編成を組む事から、当番組が全編休止となるため、上記期間の広島地区のローカルニュース・天気予報は、『Nスタ（年末年始短縮版）』[11]内のローカル枠で放送する。ただし、2021年は12月27日と28日のみ15分の短縮版として放送された（ニューススタジオから小林がローカルニュースを伝えるのみ）。また2024年末の平日も、ローカルニュースのみ番組表の上では『Nスタ』と分離して本番組扱いで放送した（テロップは本番組のニュースコーナーに準拠。キャスターはシフト勤務のアナウンサーが担当）。
- 祝日や振替休日などの13:55以降に特別編成（プロ野球中継・Veryカープ! RCCカープナイター[12]やひろしまフラワーフェスティバル開催期間中など）を組む場合、当番組は16時台や17時台が休止となることがある一方、祝日や振替休日に通常通り放送して、時期を外した平日の1週分で出演者・スタッフの休暇を充てて16時台や17時台を休止することがある。[13]。

### 重大ニュース・特別番組放送時の対応
- 2017年6月23日：小林麻央の死去に伴う十一代目市川海老蔵の記者会見を放送するため14:05から放送した。会見の模様は他局の同時間帯の番組をネット受けする形を取らず、直接会見場からの中継映像をTBSテレビからの映像提供を受け、広島のスタジオからのコメントを交えながら伝えた。会見終了後は通常通りの内容で番組を進行した。
- 2018年7月6日：オウム真理教の麻原彰晃らの死刑執行のニュースや西日本を中心とした各地での大雨の最新情報を伝えるため、13:55から前倒し拡大で放送。TBSテレビで13:55 - 15:49に放送された『報道特別番組 Nスタスペシャル』や、通常はネットしていない『Nスタ・第0部』を本番組内包扱いで断続的に部分ネットした。この影響で、当日予定していた一部コーナーが休止となった。
- 2019年4月30日（平成時代最後の日）：16:50 - 17:20に『JNN報道特別番組「Nスタ」天皇陛下最後のお言葉』が編成された。また、同日には13:55 - 15:49に『報道特別番組 Nスタスペシャル「平成最後の日 天皇陛下退位へ」』と通常はネットしていない『Nスタ・第0部』（15:49 - 16:50）の臨時同時ネットを優先する代わりに当番組を全編休止した。ちなみに、緊急・重大ニュースにより番組自体が休止となるのは2016年5月27日のアメリカ・オバマ大統領（当時）の広島平和記念公園訪問時[14]以来約3年ぶりとなった。

## 現在の出演
2025年8月現在
〇はRCCアナウンサー
| ポジション             | 担当曜日 | 担当曜日                                                                     | 担当曜日                                                | 担当曜日                                                | 担当曜日                                                                                              |
| ポジション             | 月 | 火                                                                           | 水                                                      | 木                                                      | 金 |
| ---------------------- | --- | ---------------------------------------------------------------------------- | ------------------------------------------------------- | ------------------------------------------------------- | --- |
| メインキャスター（MC） | 青山高治〇 | 青山高治〇                                                                   | 青山高治〇                                              | 青山高治〇                                              | 中根夕希〇                                                                                            |
| メインキャスター（MC） | 田村友里〇 | 中根夕希〇                                                                   | 中根夕希〇                                              | 中根夕希〇                                              | 渕上沙紀〇 ※産休中は、唐澤恋花が代行                                                                  |
| ニュースキャスター     | （メインMCが兼務） | （メインMCが兼務）                                                           | （メインMCが兼務）                                      | （メインMCが兼務）                                      | （メインMCが兼務）                                                                                    |
| コメンテーター         | ＜毎週＞ 天谷宗一郎 （RCC野球解説者） | ＜隔週＞ 沖本麻衣 （タウン情報Wink総合編集長） 水津純江 （中国新聞社産業医） | ＜毎週＞ 平尾順平 （ひろしまジン大学 代表理事）         | ＜毎週＞ 木村祐之 （広島ハートセンター院長）            | ＜毎週＞ 木村雅俊 （中国新聞社 報道センター運動担当 部長） ＜木村の休演時＞ 小林康秀 （ニュース解説） |
| リポーター             | ※様々な女性リポーターが出演 | シャオヘイ 吉田幸〇                                                          | メンバー                                                | 椿泰我（IMP.） 唐澤恋花〇                               | 高松綾香                                                                                              |
| カーチカチ!テレビ      | 石田充〇 | 石田充〇                                                                     | 石田充〇                                                | 石田充〇                                                | 石田充〇                                                                                              |
| イマナマ!TIMES         | 八谷しおり・清老寛子 | 八谷しおり・清老寛子                                                         | 八谷しおり・清老寛子                                    | 八谷しおり・清老寛子                                    | 八谷しおり・清老寛子                                                                                  |
| 物産展（食レポ）       | 大本祐子 | 大本祐子                                                                     | 大本祐子                                                | 大本祐子                                                | 大本祐子                                                                                              |
| エンタメコーナー       | 天谷宗一郎 石田充〇 | 渕上沙紀〇 ※産休中は、他のRCCアナウンサーやタレントが代理で担当              | 原晋                                                    | 田村友里〇                                              | 楠本麗奈〇 新本穂乃佳〇                                                                               |
| イマナマ!天気          | 近藤志保 | 下江美帆 （※2024年4月2日イマナマ!で気象予報士デビュー）                      | 下江美帆 （※2024年4月2日イマナマ!で気象予報士デビュー） | 下江美帆 （※2024年4月2日イマナマ!で気象予報士デビュー） | 近藤志保                                                                                              |
| イマナマ!天気          | 不定期で岩永哲（RCCディレクター）・末川徹（RCC記者）も出演（いずれも気象予報士） 近藤と下江は、相互に代理で担当することがある他、近藤は担当外の日に報道記者として出演することがある。 |                                                                              |                                                         |                                                         | |

## 現在のコーナー
月 - 金曜日
- ニュース
  - 月-木18時台の「イマナマ!NEWS」は一部素材編集等を行い、火-金の4:35 - 4:45に『RCCショートニュース』としてラジオ部門で放送。
- きょうのセレクト（中国新聞の記事を紹介するコーナー）
- イマナマ!天気（15時台・16時台・17時台・18時台に1回ずつ。15時台は広島城お堀端から、16時台・17時台はスタジオから、18時台はエンディングトーク・挨拶のバックでレモンチのアニメーションをバックに画面右部にテロップのみ表示する「レモンチ天気」[20]。キャスターの担当曜日は基本的に上表の通りだが、時折変動することがある）
- くらしナビ→2024年4月から「イマナマ!TIMES」（八谷しおり・清老寛子、16時台に随時挟まれるインフォマーシャルコーナー）
- Nスタ（第2部内17:50 - 18:15のJNN枠を部分ネット[21]。）

### 17時台コーナー
2025年8月現在
全曜日
- 深堀りNEWS DIG
- カーチカチ!テレビ everyday

月曜日
- 街ネタ!知りたガール（唐澤恋花、門脇実優菜など様々な女性リポーター）

火曜日
- たまにはそとランチ（シャオヘイ、田口麻衣[22]→吉田幸[23]）

水曜日
- メンバーの駅前しりとり（メンバー）

木曜日
- 木曜ちょっと＋（唐澤恋花）
- 広島パンパカパーン（椿泰我、唐澤恋花）

金曜日
- 西日本完全制覇の旅（高松綾香）

月曜日～木曜日
- イマナマ!CATCH

### 18時台 日替わり「エンタメコーナー」
2025年4月現在
月曜日
- カーチカチ!テレビ（天谷宗一郎（RCC野球解説者）・石田充）

火曜日
- 渕上沙紀のBUTSU BUTSU→渕上沙紀のBUTSU BUTSU2（渕上沙紀）
  - 渕上の産休中の代役
    - 長谷川努（2025年6月3日・10日）
    - メンバー（2025年6月17日・24日）
    - 唐澤恋花（2025年7月1日・8日）
    - Mebius（2025年7月15日・22日）
    - 天谷宗一郎（2025年7月29日・8月5日）

水曜日
- 原晋の県人ことば駅伝 〜広島県人が大切にしている言葉をつなぐ旅〜（原晋・唐澤恋花）

木曜日
- 花よりガッツ（田村友里）

金曜日
- 広島超大家族（楠本麗奈、新本穂乃佳）

## 過去のコーナー

### 『イマナマ!』でのコーナー
- 特集
- 楽うまクッキング
- きょうのセレクト（中国新聞の記事を紹介するコーナー）
- イマシリ!（17時台、関連したキーワードに沿ってニュースを解説するコーナー）
- Good Job! ワタシも褒められたい!（清老寛子）
- ハコ生活、はじめました（伊東平）
- われらお好み探偵団W（細井謙一（広島経済大学経済学部教授）・唐澤恋花）
- ぶら島太郎の海魅人に会いたい! 海と日本PROJECT（西代洋（ミサイルマン））
- アーサーと河村のひろしまモグリ（アーサー・ビナード、河村綾奈）
- カーチカチ!テレビ 新井さん夢授業（新井貴浩）
- グルメ通いちおし（月曜、シャオヘイ）
- 料理人数珠繋ぎ（水曜）
- 社長メシ（金曜、田口麻衣）
- バーバラのごめん遊ばせ!（桑原しおり）
- メンバーのキキコミ! 今夜の晩餐（メンバー）
- ピンチシッター木下ゆーき（木下ゆーき）
- リ・ディスカバリーチャンネル（ロッシー・中根夕希）
- ソロ活クチコミファイル
- くうかんプロデュース（長谷川努）
- メンバーのお出かけ中継（メンバー、清老寛子）
- ポップアップデート（高松綾香）
- 基町ランチ情報局（青山高治、シャオヘイ、沖本麻衣）
- メンバーのイチバン物件（メンバー）
- イマナマ!ランキング
- 逸品コンシェルジュ（清老寛子）

### 『イマなまっ!』時代のコーナー

#### 月 - 金曜日
- 特集
- 楽うまクッキング
- 広島のニュース
- イマなま天気
- くらしナビ（八谷しおり、清老寛子）
- トレンドっ!（大本祐子）

月曜日
- ふちっとClick情報コーシン（渕上沙紀）

火曜日
- バーバラのごめん遊ばせ!（桑原しおり）

水曜日
- ナルホーの扉 → クイズ!ナルホー（末武 太）

木曜日
- 花よりガッツ（田村友里）

金曜日
- イマなまっ!ウィークリーニュース（番組内では『イマなまっ!ウィークリーセレクション』と呼称）
- 旅する特命観光課（伊東 平）
- ぶら島太郎の海魅人に会いたい! 海と日本PROJECT（ミサイルマン西代洋）

不定期
- われらお好み探偵団（2016年3月 - 、広島経済大学経済学部 細井謙一教授、八谷しおり）
- イマなまっ定点観測
- 街飯ヒストリーツアー 広島の食通・シャオヘイさんと美味探訪（シャオヘイ・豊嶋啓亮・田口麻衣）
- ひろしまモグリSeason2 アーサーと河村のひろしまモグリ（アーサー・ビナード・河村綾奈）

### イマなま3チャンネル時代のコーナー
- 特集 - 自社製作分と『Nスタ・第2部』の関東ローカル枠で放送されている特集「Nトク」の遅れ放送。
- 楽うまクッキング
- やじカメ
- きょうのルーペ
- イマ知り

## タイムテーブル
2023年10月現在
| 時刻                                                              | 放送内容                    | 備考                                                                    |
| ----------------------------------------------------------------- | --------------------------- | ----------------------------------------------------------------------- |
| 15:40:00                                                          | オープニング                | 『ゴゴスマ -GO GO!Smile!-』からステーションブレイク無しで接続している。 |
| 15:44頃                                                           | 3時天                       |                                                                         |
| 15:47頃                                                           | くらしナビ                  |                                                                         |
| 15:50頃                                                           | ニュース                    | スタジオから県内ニュースを伝える。                                      |
| 16:00頃                                                           | きょうのセレクト            |                                                                         |
| 16:05頃                                                           | 『Nスタ』                   | 『NスタNEWS DIG』から飛び乗り。TBSテレビと同時ネットで、16:50まで放送。 |
| 16:50                                                             | ニュース                    | スタジオから県内ニュースを伝える。                                      |
| 16:55頃                                                           | イマナマ!Catch!             |                                                                         |
| 17:00頃                                                           | 日替りコーナー              |                                                                         |
| 17:15頃                                                           | 深堀りNEWS DIG              |                                                                         |
| 17:30頃                                                           | カーチカチ! テレビ everyday |                                                                         |
| 17:40頃                                                           | 5時天                       |                                                                         |
| （17:50-18:15は『Nスタ』第2部〈全国ニュース〉を内包するため中断） |                             |                                                                         |
| 18:15:00                                                          | 18時台オープニング          | 『Nスタ』からステーションブレイク無しで接続している。                   |
| 18:15頃                                                           | ニュース                    |                                                                         |
| 18:25頃                                                           | 6時天                       |                                                                         |
| 18:30頃                                                           | 日替りエンタメコーナー      |                                                                         |
| 18:55頃                                                           | エンディング                |                                                                         |

## 過去の出演
表の〇はRCCアナウンサー（出演当時）。
| 期間      | 期間       | MC                      | コメンテーター             | コメンテーター                                | コメンテーター                                | コメンテーター | コメンテーター                      | ニュース                       | 天気            | 天気            |
| 期間      | 期間       | MC                      | 月                         | 火                                            | 水                                            | 木             | 金                                  | ニュース                       | 月 - 木         | 金              |
| --------- | ---------- | ----------------------- | -------------------------- | --------------------------------------------- | --------------------------------------------- | -------------- | ----------------------------------- | ------------------------------ | --------------- | --------------- |
| 2012.4.2  | 2014.3.31  | 西田篤史 伊藤文〇       | 【不明】                   | 【不明】                                      | 【不明】                                      | 【不明】       | 【不明】                            | RCCアナウンサー （交代で担当） | 伊藤文          | 伊藤文          |
| 2014.4.1  | 2014.9.30  | 西田篤史 伊藤文〇       | 【不明】                   | 【不明】                                      | 【不明】                                      | 【不明】       | 【不明】                            | RCCアナウンサー （交代で担当） | 岸真弓          | 岩永哲          |
| 2014.10.1 | 2017.2.28  | 青山高治〇 泉水はる佳〇 | 平尾順平                   | 平尾順平 アーサー・ビナード                   | 東海右佐衛門直柄 （隔週） 木ノ元陽子 （隔週） | 平尾順平       | 平尾順平                            | 泉水はる佳〇                   | 岸真弓          | 岩永哲          |
| 2017.3.1  | 2019.3.29  | 青山高治〇 泉水はる佳〇 | 平尾順平                   | 平尾順平 アーサー・ビナード 吉村昇洋          | 平尾順平                                      | 平尾順平       | 吉原圭介 （隔週） 平井敦子 （隔週） | 泉水はる佳〇                   | 岸真弓          | 岩永哲          |
| 2019.4.1  | 2019.12.27 | 青山高治〇 河村綾奈〇   | 清水浩司 北臺如法 藤岡圭子 | アーサー・ビナード 吉村昇洋                   | 平尾順平 （隔週） 平井敦子 （隔週）           | 平尾順平       | 吉原圭介 （隔週） 平尾順平 （隔週） | 河村綾奈〇                     | 岸真弓          | 岩永哲          |
| 2020.1.6  | 2020.2.28  | 青山高治〇 河村綾奈〇   | 清水浩司                   | 沖本麻衣 （隔週） アーサー・ビナード （隔週） | 平尾順平 （隔週） 平井敦子 （隔週）           | 平尾順平       | 吉原圭介 （隔週） 平尾順平 （隔週） | 小林康秀〇 中根夕希〇          | 岸真弓          | 岩永哲          |
| 2020.3.2  |            | 青山高治〇 河村綾奈〇   | 清水浩司                   | 沖本麻衣 （隔週） アーサー・ビナード （隔週） | 平尾順平                                      | 平尾順平       | 平尾順平 鈴中直美 木村雅俊          | 小林康秀〇 中根夕希〇          | 岸真弓          | 岩永哲          |
|           |            | 青山高治〇 河村綾奈〇   | 清水浩司                   | 沖本麻衣                                      | 平尾順平                                      | 平尾順平       | 鈴中直美 木村雅俊                   | 小林康秀〇 中根夕希〇          | 岸真弓 乙藤亮平 | 岸真弓 乙藤亮平 |
|           |            | 青山高治〇 河村綾奈〇   | 清水浩司                   | 木下ゆーき                                    | 平尾順平                                      | 沖本麻衣       | 鈴中直美 木村雅俊                   | 小林康秀〇 中根夕希〇          | 岸真弓 乙藤亮平 | 岸真弓 乙藤亮平 |

### MC
- 西田篤史
- 伊藤文（当時RCCアナウンサー。事業部への異動後、2025年8月で退職予定）
  - リポーターとして「イマなまっ!」に出演することもあった。
- 泉水はる佳（当時RCCアナウンサー、その後千葉テレビアナウンサーを経てフリーアナウンサー）
- 河村綾奈[25]（当時RCCアナウンサー、現フリーアナウンサー）
- 小林康秀（RCCアナウンサー）

### リポーター
- 末田景子
- 中原衣美
- 吉村詩津香
- 若林翔子
- 中元綾子
- 末田景子
- 八木静佳◎（元HOMEアナウンサー）
- 靜村かずえ
- 小笠原知恵
- 久保田夏菜 2019年9月30日卒業（産休のため）
- 近藤夏子 2019年12月16日卒業（小笠原同様地元の島根県へ帰郷し、石見の国おおだ観光大使に就任 また、2023年11月にBSよしもとで放送しているキクテレミルラジ265のコーナーである『市町村長うた自慢まち自慢』に同観光大使として出演）
- 末武太 2020年9月25日卒業
- かが屋 卒業のアナウンスはされていないが、2020年6月を最後に出演自体が無くなった。

### くらしナビ
- 小笠原知恵 2018年2月28日卒業（地元の島根県へ帰郷）

### 気象予報士
- 岸真弓（フリー）
- 乙藤亮平（ウェザーマップ）

### 過去のコーナー
- ひろしまグルメ物語（八木静佳）
- 味確認ご当地グルメ旅（静村かずえ）
- ○○王探検隊!（大本祐子）2019年3月28日最終回
- アーサー＆泉水のひろしまモグリ（アーサー・ビナード・泉水はる佳）2019年3月26日最終回
- 渕上沙紀のサキガケ一番広島ぐるり（渕上沙紀）2019年9月26日最終回
- やってミルカナ（久保田夏菜）2019年9月30日最終回
- 近藤夏子のカンパイ！広島 たちまち旅 supported by キリンビバレッジ（2015年7月6日[26][27] - 2017年12月18日終了） → 3チャンB組コンナツ先生（2018年1月15日 - 2019年12月16日終了）[28]
- かが屋のキングオブスクール! 2020年6月打ち切り
- ナルホーの扉 → クイズ!ナルホー 2020年9月25日最終回
- 元就。外伝 〜お久しぶりです！お元気でしたか？ 2020年12月15日最終回

## その他

### 新型コロナウイルス関連の対応
- 日本国内での2020年初頭からの新型コロナ感染拡大により、本番組においても様々な影響が発生している。
  - 『イマナマ!』にリニューアル後の、2020年3月第1週（2日 - 6日）放送分では、全国的な新型コロナウイルスの感染拡大に関連した内容に変更し、全国および広島県での影響について詳しく伝えるため、17時台は『Nスタ』のネット時間帯を拡大し、18時台は日替わりエンタメコーナーを休止して小林・中根の2名のみで進行し、前番組『RCCニュース6』に準じたニュース主体の内容とした。
  - さらに、4月10日からは15:50からと16:50からの枠を含め16時台を全編『Nスタ』0部の部分ネットに切り替え、ローカルパートは15時台と17時台以降に縮小し、18時台のエンタメコーナーも在京の出演者が広島県内まで訪れてロケする企画が殆どで、出演者が東京から来ることが出来なくなったため、月曜日を除いて無期限休止とし、15・16時台の特集コーナーをスライドさせていた。このうち木曜の「花よりガッツ」が休止し、木曜18時台は月曜の「ふちっとClick 情報コーシン」になっている。また、他局やキー局より遅れを取る形にはなったものの、ソーシャル・ディスタンスの導入や「楽うまクッキング」で当日調理に参加しないMCの参加・試食を廃止し、20日からは再放送に差し替えるなど対応が取られている。4月17日から5月22日までは、17時台後半も東京からのネット受けに変更。ローカルニュースは18時台の前半に集約させていた。5月25日からは17時台については、16時台も6月8日から従前の編成に戻し、休止していた「花よりガッツ」や、6月11日・16日以降は18時台のエンタメコーナー、さらに「楽うまクッキング」の試食部分などと、コロナ禍以前の番組構成を段階的に復活させている。ただ、火曜日・木曜日などはローカル枠の延長に伴い、Nスタ・第0部の部分ネットも廃止となった一方、逆に月曜日などは第0部を完全にネットする場合もあり、流動的な状況が続いている。
  - 2020年7月10日に中国放送の男性社員が新型コロナウイルスに感染した事が発覚[29]。この事態により、同年7月13日から7月24日の2週間にわたる放送分は放送時間が18:15開始の短縮版となり、穴埋めとして22日までは13:55 - 15:49に当時はネットしていなかった[30][31]『ゴゴスマ』を番販扱いで臨時ネットし、23日は『S☆1 BASEBALL 中日×巨人』（CBCテレビ制作、TBS系列全国ネット）を、24日は13:55 - 14:55に中四国ブロックネット特番『店長～こんなモノ作っちゃいました。』を、14:55 - 15:50に自社制作番組『街頭TV 出没!ひな壇団』（再放送）を放送した。また、本番組に内包している『Nスタ』は短縮期間中、15:50 - 18:15に単独番組扱いでネットした。この間、本番組としては17時台からスライドの形でニュースのみを放送し、小林・中根、天気・スポーツ担当のキャスター以外は短縮の関係や感染対策で全員欠席している（同年12月21日から25日の上述した年末年始対応時も同様）。
  - 2021年5月17日から5月28日は、広島県への新型コロナウイルス感染拡大による緊急事態宣言の追加適用に伴い、本番組の制作体制を縮小し、当分の間18時台は通常通り放送する一方、通常のコーナーは全て取りやめ、出演者の人数を減らしてMCも青山・中根（17日から21日）と小林・河村（24日から28日）の組み合わせで隔週交代制に変更となり、ニュース中心の内容とするなど番組内容を全面変更した。15:40 - 16:50はEPG上は本番組としながらも、15:50までの10分間はオープニングパートと新型コロナウイルスの関連情報、15:50から18:15まで全編『Nスタ』のネットパート（0部を飛び乗り18:15の2部・JNN枠終了まで）、18:15からはローカルニュース・カーチカチ！テレビ・天気予報とすることになった。31日から6月11日まではNスタのネットパートを0部と2部のJNN枠に縮小し17時台と18時台後半のエンタメコーナーを再開。この間は青山・中根・小林のみで進行し、河村は中継リポートなどを担当した。6月14日からは16時台も再開し従来の体制に戻した。
  - 2020年4月27日から5月22日までと2021年5月17日から5月28日はMCも感染対策として青山・中根と小林・河村の組み合わせで隔週交代制に変更となり、ニュースコーナーも含め4時間通しで担当。その週に担当しないキャスターは外からのリポートを担当していた。いずれの期間も終わった後は通常の4人体制に戻った。なお、2021年7月から8月の東京オリンピック会期中もこの体制をとり、TBSが中継担当の競技を放送のため『Nスタ』を含めて番組が休止となった場合は代替としてニューススタジオから小林がローカルニュースを伝えた。
  - 8月からはマウスシールドが導入され、中継やロケ、「楽うまクッキング」の調理で用いていた。マウスシールドはその後マスクに変わっている。
  - 2022年1月21日放送分は番組スタッフで感染者が発生し、MCの4人が新型コロナウイルスの濃厚接触者である可能性が出たことから、全員欠席し長谷川努・伊藤文が代理で出演した。翌週からは通常の体制・内容に戻ったが、河村・中根は隔週交代で全編MCを務める事になった（青山・小林は通常通り出演）。

### 特別番組
- 「フラワーフェスティバル」や中国放送が開催する「ひろしまフードフェスティバル」「ひろしまライフスタイル博」（いずれも2020年は新型コロナウイルス感染拡大のため中止）では土日にもかかわらず当番組がスペシャルとして公開生放送で放送される。
- 2016年11月5日と2017年11月25日は当番組の特別番組として『イマなまっ!SP カープ優勝パレード完全生中継!』を放送した(2016年度：第1部：9:25 - 11:45、第2部：12:00 - 13:30)。
- 2017年11月23日は、14:05から広島東洋カープファン感謝デーの模様をマツダスタジアムから全編生中継で放送した。これまでは土曜日午後に録画ダイジェストで放送していたため、生放送は初めてだった。これ以降は毎年生放送の体裁をとっている（開催が土曜日に該当した2019年と、同じく土曜日で、新型コロナウイルス感染対策のためにRCCスタジオを中心としたリモート開催となった2020年は本番組のスペシャルとして編成。2021年以降は『ゴゴスマ』のネットを返上して別枠扱いで放送時間を拡大し。久々にマツダスタジアムでの開催となった2023年は青山・中根がファン感謝デーを中心に担当したため、改編後では初めてニュースコーナーのキャスターを小林が務めた）。
- 75回目の原爆の日となった2020年8月6日は、『楽うまクッキング』・『カーチカチ!テレビ』を除き、『Nスタ・0部』のフルネットを含むコーナーを休止した上で、『イマナマ!スペシャル 被爆75年 未来へ』と題し、MC4人の取材を交えた原爆投下を後世に伝える取り組みなどを取り上げた特別企画を放送した。

## テーマ曲
- モンキーズ「デイドリーム」（2012年4月 - 2014年9月）
- 不明（シンセサイザーが印象的な曲）（2014年10月 - 2019年12月）
- 岡村靖幸「ラブメッセージ」（インストゥルメンタル版。2020年1月 - ）[32]